# Olympische Sommerspiele 1996/Teilnehmer (Nigeria)
| Gelbes Symbol für Goldmedaillen mit stilisierten Olympischen Ringen | Graues Symbol für Silbermedaillen mit stilisierten Olympischen Ringen | Braundes Symbol für Bronzemedaillen mit stilisierten Olympischen Ringen |
| ------------------------------------------------------------------- | --------------------------------------------------------------------- | ----------------------------------------------------------------------- |
| 2                                                                   | 1                                                                     | 3                                                                       |

Nigeria nahm an den Olympischen Sommerspielen 1996 in Atlanta, USA, mit einer Delegation von 65 Sportlern (49 Männer und 16 Frauen) teil.

## Medaillengewinner
Mit zwei gewonnenen Gold-, einer Silber- und drei Bronzemedaillen belegte das nigerianische Team Platz 32 im Medaillenspiegel.

### Gold
| Name(n) | Sportart       | Wettkampf          |
| --- | -------------- | ------------------ |
| Emmanuel Babayaro, Celestine Babayaro, Taribo West, Nwankwo Kanu, Uche Okechukwu, Emmanuel Amunike, Tijani Babangida, Wilson Oruma, Teslim Fatusi, Jay-Jay Okocha, Victor Ikpeba, Abiodon Obafemi, Garba Lawal, Daniel Amokachi, Sunday Oliseh, Kingsley Obiekwu, Mobi Oparaku, Dosu Joseph | Fußball        | Herrenturnier      |
| Chioma Ajunwa | Leichtathletik | Frauen, Weitsprung |

### Silber
| Namen                                                          | Sportart       | Wettkampf             |
| -------------------------------------------------------------- | -------------- | --------------------- |
| Olabisi Afolabi, Fatima Yusuf, Charity Opara, Falilat Ogunkoya | Leichtathletik | Frauen, 4 × 400 Meter |

### Bronze
| Name(n)              | Sportart       | Wettkampf          |
| -------------------- | -------------- | ------------------ |
| Duncan Dokiwari      | Boxen          | Superschwergewicht |
| Mary Onyali-Omagbemi | Leichtathletik | Frauen, 200 Meter  |
| Falilat Ogunkoya     | Leichtathletik | Frauen, 400 Meter  |

## Teilnehmer nach Sportarten

### Badminton
- Kayode Akinsanya
Einzel: 33. Platz
Mixed, Doppel: 17. Platz

- Obiageli Olorunsola
Frauen, Einzel: 17. Platz
Mixed, Doppel: 17. Platz

### Boxen
- Kehinde Aweda
Bantamgewicht: 17. Platz

- Daniel Attah
Federgewicht: 9. Platz

- Albert Eromosele
Halbmittelgewicht: 17. Platz

- Duncan Dokiwari
Superschwergewicht: Bronze

### Fußball
- Herrenteam
Gold

- Kader
Celestine Babayaro
Taribo West
Nwankwo Kanu
Uche Okechukwu
Emmanuel Amuneke
Tijani Babangida
Wilson Oruma
Teslim Fatusi
Jay-Jay Okocha
Victor Ikpeba
Abiodun Obafemi
Garba Lawal
Daniel Amokachi
Sunday Oliseh
Mobi Oparaku
Joseph Dosu
Trainer:  Jo Bonfrere

### Gewichtheben
- Mojisola Oluwa
Leichtgewicht: 18. Platz

### Judo
- Suleiman Musa
Halbmittelgewicht: 21. Platz

### Leichtathletik
- Davidson Ezinwa
100 Meter: 6. Platz
4 × 100 Meter: Halbfinale

- Deji Aliu
100 Meter: Viertelfinale
4 × 100 Meter: Halbfinale

- Olapade Adeniken
100 Meter: Viertelfinale

- Francis Obikwelu
200 Meter: Halbfinale
4 × 100 Meter: Halbfinale

- Seun Ogunkoya
200 Meter: Viertelfinale

- Sunday Bada
400 Meter: Halbfinale
4 × 400 Meter: Halbfinale

- Clement Chukwu
400 Meter: Viertelfinale
4 × 400 Meter: Halbfinale

- Jude Monye
400 Meter: Viertelfinale

- William Erese
110 Meter Hürden: Vorläufe

- Moses Oyiki
110 Meter Hürden: Vorläufe

- Steve Adegbite
110 Meter Hürden: Vorläufe

- Kehinde Aladefa
400 Meter Hürden: Vorläufe

- Osmond Ezinwa
4 × 100 Meter: Halbfinale

- Udeme Ekpenyong
4 × 400 Meter: Halbfinale

- Ayuba Machem
4 × 400 Meter: Halbfinale

- Festus Igbinoghene
Dreisprung: 35. Platz in der Qualifikation

- Chima Ugwu
Kugelstoßen: 25. Platz in der Qualifikation

- Adewale Olukoju
Diskuswerfen: 17. Platz in der Qualifikation

- Pius Bazighe
Speerwerfen: 32. Platz in der Qualifikation

- Mary Onyali
Frauen, 100 Meter: 7. Platz
Frauen, 200 Meter: Bronze 
Frauen, 4 × 100 Meter: 5. Platz

- Chioma Ajunwa
Frauen, 100 Meter: Halbfinale
Frauen, 4 × 100 Meter: 5. Platz
Frauen, Weitsprung: Gold

- Mary Tombiri
Frauen, 100 Meter: Viertelfinale
Frauen, 4 × 100 Meter: 5. Platz

- Calister Ubah
Frauen, 200 Meter: Viertelfinale

- Falilat Ogunkoya
Frauen, 400 Meter: Bronze 
Frauen, 4 × 400 Meter: Silber

- Fatima Yusuf
Frauen, 400 Meter: 6. Platz
Frauen, 4 × 400 Meter: Silber

- Olabisi Afolabi
Frauen, 400 Meter: Halbfinale
Frauen, 4 × 400 Meter: Silber

- Angela Atede
Frauen, 100 Meter Hürden: Viertelfinale

- Taiwo Aladefa
Frauen, 100 Meter Hürden: Viertelfinale

- Ime Akpan
Frauen, 100 Meter Hürden: Viertelfinale

- Omolade Akinremi
Frauen, 400 Meter Hürden: Vorläufe

- Christy Opara-Thompson
Frauen, 4 × 100 Meter: 5. Platz

- Charity Opara
Frauen, 4 × 400 Meter: Silber

### Ringen
- Tiebiri Godswill
Fliegengewicht, griechisch-römisch: 17. Platz

- Isaac Jacob
Halbfliegengewicht, griechisch-römisch: 9. Platz

- Ibo Oziti
Leichtgewicht, Freistil: 18. Platz

- Victor Kodei
Halbschwergewicht, Freistil: 6. Platz

### Tennis
- Suleiman Ladipo
Einzel: 33. Platz

### Tischtennis
- Segun Toriola
Einzel: 33. Platz
Doppel: 17. Platz

- Sule Olaleye
Einzel: 49. Platz
Doppel: 17. Platz

- Bose Kaffo
Frauen, Einzel: 49. Platz
Frauen, Doppel: 25. Platz

- Funke Oshonaike
Frauen, Einzel: 49. Platz
Frauen, Doppel: 25. Platz